# Узкотелая златка осиновая
Златка узкотелая осиновая, или узкотелая златка шестипятнистая (лат. Agrilus ater), — вид жуков-златок. 

## Описание
Длина тела взрослых насекомых (имаго) 8—12 мм. Главными особенностями внешнего строения имаго данного вида являются следующие: верхняя часть лба и темя слабо продольно вдавлены; кили в задних углах переднеспинки сильные, приподнятые, острые; вершины надкрылий посередине с большим зубцом.

## Экология
Обитатель старовозрастных лиственных и смешанных лесов Развиваются на тополе и иве, дубе и инжире.

## Синонимы
В синонимику вида входят следующие биномены:
- Buprestis ater Linnaeus, 1767
- Agrilus ater ater (Linnaeus, 1767)[4]
- Buprestis biguttatus Rossi, 1790
- Agrilus eutenes Obenberger, 1924
- Buprestis sexuttatus Brahm, 1790